# 4322 Billjackson
4322 Billjackson este un asteroid din centura principală, descoperit pe 11 martie 1981 de Schelte Bus.